# Kranzegg

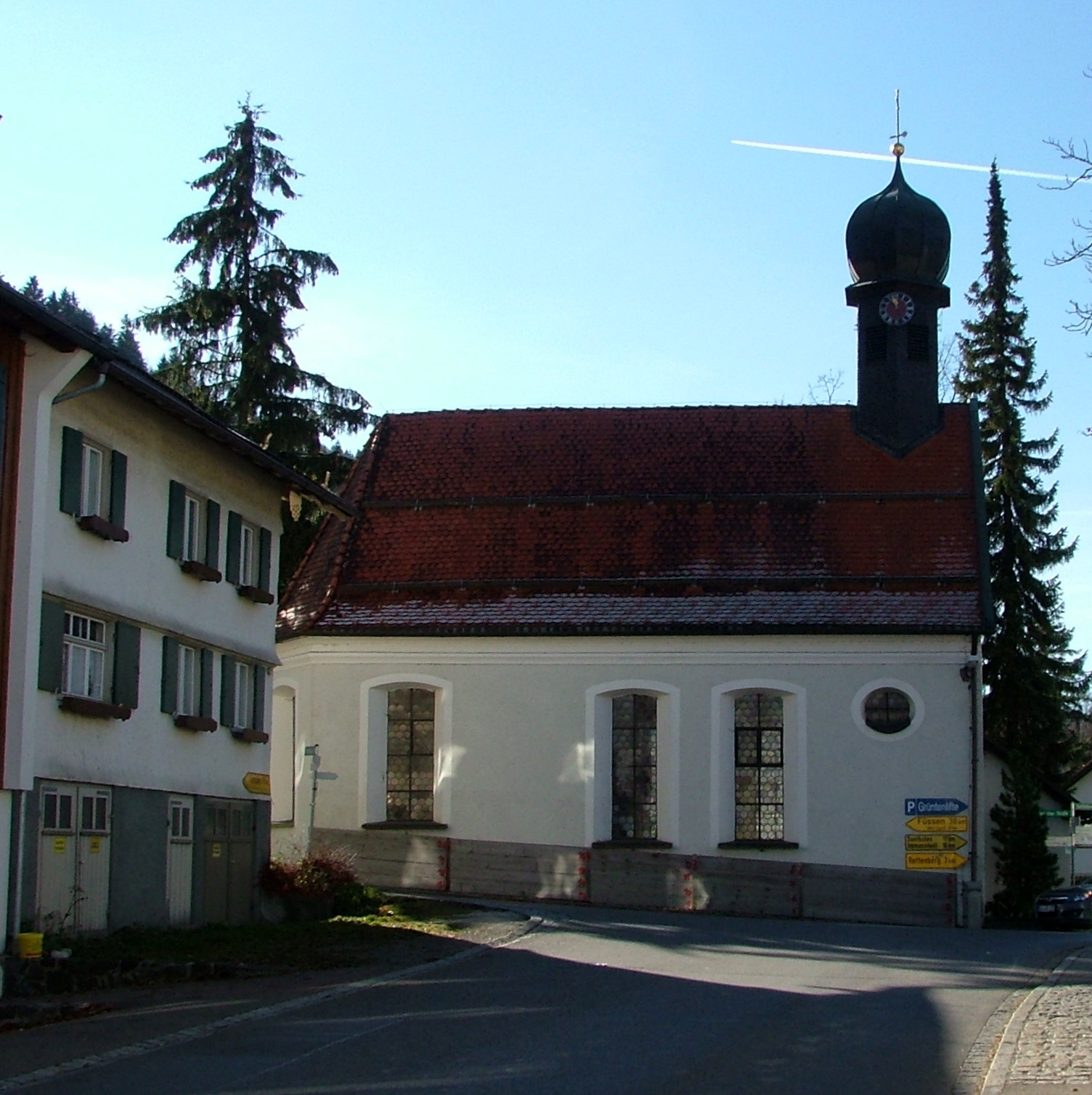
Kapelle St. Maria

Kranzegg ist ein Ortsteil und ein Kirchdorf in der Gemeinde Rettenberg im schwäbischen Landkreis Oberallgäu in Bayern. 

## Geschichte
Am nordöstlichen Ortsausgang befand sich ein mittelalterlicher Burgstall, dessen Gelände heute als Bodendenkmal geschützt ist.

Das bayerische Urkataster zeigt Kranzegg in den 1810er Jahren mit 31 Herdstellen rund um die Kapelle St. Maria. Die Wirtschaftsflächen sind durch Erbfolge stark kleinräumig zersiedelt.
An historischer Bausubstanz sind nur ein Stadel aus dem frühen 19. Jahrhundert und die Marienkapelle in situ erhalten und als Baudenkmale geschützt. Siehe auch Liste der Baudenkmäler in Kranzegg.